# Ананси
Ана́нси, также Ана́нсе (акан паук) — персонаж мифологии и фольклора ряда народов Западной Африки — народов группы аканы, прежде всего — ашанти, а также фольклорной традиции народов-потомков африканцев на Антильских островах.

## Образ Ананси в мифологии и фольклоре африканских народов
В мифологии аканов Ананси выступает как культурный герой (демиург). С ним связывают появление солнца, дождя, происхождение мудрости и сказок. Иногда (в мифах ашанти) Ананси выступает как одна из ипостасей (или «заменитель») бога неба Ньяме, в некоторых мифах Ананси — сын Бога неба. Нередко Ананси выполняет какие-то задачи по требованию бога. Образ Ананси хотя и является зооморфным (паучье подобие), но часто он выступает как антропоморфный персонаж — говорит и действует как человек, имеет семью и тому подобное. Чаще всего Ананси — типичный трикстер, то есть хитрец, который находится вне зла и добра, осуществляя свои козни ради самой хитрости, но иногда и он бывает обманут более сообразительным соперником.
Ананси занимает важное место в западноафриканском фольклоре. У ашанти существует пословица — «Нет сказки без Ананси». Вокруг образа Ананси группируются целые циклы рассказов, в которых кроме него действуют также члены его семьи — женщина (чаще всего имеет имя Асасе Йа) и сын, а также верховный бог Ньяме, различные звери, люди и так далее.
По форме и содержанию истории об Ананси очень разные: мифы, этиологические сказки о животных и волшебные сказки, притчи, шутки, остроты и даже бытовые рассказы.

## Образ Ананси в фольклоре Антильских островов
Из фольклора потомков аканов, завезённых в Америку для подневольного труда, образ Ананси перешёл в фольклор многочисленных выходцев из Африки.
Особую популярность Ананси приобрёл на островах Карибского региона — Антилах, особенно на Ямайке, Гренаде, Гваделупе, Сент-Китсе и Невисе, Сент-Винсенте и Гренадинах, территориях, ранее составлявших Нидерландские Антильские острова, Арубе и других, а также в материковых районах компактного проживания негритянского населения (Суринам и южные штаты США).
На Ямайке Ананси является главным героем сказочного фольклора, и любой сюжет может быть пересказан с Ананси в качестве главного героя. Чаще всего такие сказки щедро перемежаются песенными вставками, которые слушатели нередко исполняют вместе с рассказчиком.

## Вариации имён Ананси
В Африке Ананси именуется «Кваку Ананси», или просто «Кваку», на Южно-антильских островах — «Компа Нанзи» (Kompa Nanzi).
Имя Ананси варьируется в Америке от Ананси на Ямайке и Гренаде до Нэнси, Ененси на других Антилах и к Бананси в Суринаме.

## Образ Ананси в массовой культуре
Образ Ананси часто используется в современной популярной культуре.
- Ещё Уолт Дисней ввёл Ананси в число персонажей своих мультфильмов.
- Без Ананси не обходятся также различные экранизации и программы телевидения, посвящённые африканским сказкам.
- Английская рок-группа Skunk Anansie также использовала имя Ананси в названии своей группы.
- Отдельно сказки об Ананси на русском языке (или иных языках народов СССР) не выходили, однако в СССР отдельные истории об Ананси публиковались в русскоязычных антологиях африканского фольклора.
- «Король пауков» Ананси — один из главных персонажей романа Чайны Мьевиля «Крысиный король».
- Ананси — один из героев романов «Американские Боги» и «Дети Ананси» Нила Геймана, а также сериала по мотивам первого.
- В мультсериале Гаргульи, гигантский паук Ананси (в официальном переводе Анаси) является одним из Детей Оберона и главным антагонистом одной из серий.
- Бог пауков Анансэ в цикле «Архимаг» Александра Рудазова.
- Является одним из призываемых легендарных героев в игре Civilization 6 в рамках игрового режима "Герои и легенды".

## Источник
- Ананси // Мифологический словарь/ Гл. ред. Е. М. Мелетинский. — М.:Советская энциклопедия, 1990. — 672 с.